# Marina Kupcovová
Marina Gennaďjevna Kupcovová (rusky: Марина Геннадьевна Купцова – Marina Gennaďjevna Kupcovo; * 22. prosince 1981, Moskva) je bývalá ruská atletka, skokanka do výšky. Mezi její největší úspěchy patří titul halové mistryně Evropy (2002), stříbro z pařížského mistrovství světa 2003 a stříbrná medaile z mistrovství Evropy (2002).
Byla rovněž úspěšnou atletkou v juniorských soutěžích. V roce 1998 se stala v Annecy juniorskou mistryní světa. O dva roky později získala v chilském Santiagu na téže soutěži stříbro. Na ME v atletice juniorů 1997 v Lublani na stupních vítězů obdržela stříbro a na následujícím evropském juniorském šampionátu v lotyšské Rize vybojovala bronzovou medaili.
V roce 2001 skončila druhá na mistrovství Evropy do 23 let v Amsterdamu, kde se dělila o stříbro s tureckou výškařkou Candeger Kilinçerovou. Dvoumetrovou hranici poprvé v kariéře překonala na výškařském mítinku v německém Arnstadtu 26. ledna 2002.
Na konci halové sezóny roku 2004 začala mít problémy s Achillovou šlachou a později musela podstoupit operaci. Do výškařských sektorů se vrátila v letní sezóně 2005. Jejím nejlepším výkonem po zranění bylo 192 cm, které překonala v hale 25. ledna 2006 v Moskvě. Od roku 2007 vinou zranění nezávodila. V říjnu roku 2008 se objevila zpráva o návratu, avšak v roce 2009 neabsolvovala jediný závod.

## Osobní rekordy
- hala – 203 cm – 2. březen 2002, Vídeň
- venku – 202 cm – 1. červen 2003, Hengelo